# Bodrog, Somogy
Bodrog  este un sat în districtul Kaposvár, județul Somogy, Ungaria, având o populație de 423 de locuitori (2011).

## Demografie
Componența etnică a satului Bodrog
     Maghiari (96,38%)
     Romi (2,33%)
     Germani (1,29%)
Componența confesională a satului Bodrog
     Fără religie (5,67%)
     Reformați (2,36%)
     Necunoscută (91,96%)
     Alte religii (15,6%)
Conform recensământului din 2011, satul Bodrog avea 423 de locuitori. Din punct de vedere etnic, majoritatea locuitorilor (96,38%) erau maghiari, existând și minorități de romi (2,33%) și germani (1,29%). Nu există o religie majoritară, locuitorii fiind persoane fără religie (5,67%) și reformați (2,36%). Pentru 91,96% din locuitori nu este cunoscută apartenența confesională.